# Kurdiska kungariket
Kurdiska kungariket upprättades efter kollapsen av Osmanska riket  av  kurderna i södra Kurdistan under Mahmud Barzanjis ledning. Staten varade mellan september 1922 och upplösningen i juli 1924. Den fick dock inget officiellt erkännande.
Genom fördraget i Ankara 1926 införlivades området i Irak.